# Carmen Zapata
Carmen Margarita Zapata (ur. 15 lipca 1927 w Nowym Jorku, zm. 5 stycznia 2014 w Van Nuys) – amerykańska aktorka filmowa i telewizyjna.

## Filmografia
Seriale
- 1959: Bonanza jako Maria
- 1972: Ulice San Francisco jako Maria Vega / Pani Martinez
- 1984: Detektyw Hunter
- 1995: Fudge jako Pani Ruiz

Filmy
- 1969: Cześć, bohaterze! jako Juana
- 1977: Jan Hus jako Matka Jana Husa
- 1992: Zakonnica w przebraniu jako Chór
- 1993: Zakonnica w przebraniu 2: Powrót do habitu jako Chórzysta
- 2002: Fidel jako Stara kobieta

Muzyka
- 2005: Rammstein – Te quiero puta! jako wokal wspomagający

## Wyróżnienia
Została uhonorowana przez króla Juana Carlosa tytułem szlacheckim oraz Orderem Zasługi Cywilnej. Była także nominowana do nagrody Emmy.